# كارو (موربيهان)
كارو (بالفرنسية: Caro, Morbihan)‏ هي بلدية تقع في فرنسا في Canton of Malestroit. يقدر عدد سكانها بـ 1,096 نسمة ومساحتها 37.74 كم2 .